# U-Boot-Klasse UD
|                         | |
| Technische Daten Typ UD | |
| Verdrängung:            | 791 t (über Wasser) 933 t (unter Wasser)                                                                                      |
| Länge:                  | 69,50 m |
| Breite:                 | 6,30 m |
| Tiefgang:               | 3,79 m |
| Druckkörper:            | ⌀ 4,15 m |
| max. Tauchtiefe:        | 50 m |
| Tauchzeit:              | 40–100 s |
| Antrieb:                | Dieselmotoren 2 × 1150 PS E-Maschinen 2 × 620 PS                                                                              |
| Geschwindigkeit:        | 16,8 kn (über Wasser) 10,3 kn (unter Wasser)                                                                                  |
| Fahrbereich:            | 7.370 sm bei 8 kn (über Wasser) 115 sm bei 5 kn (unter Wasser)                                                                |
| Bewaffnung:             | 4 Bugtorpedorohre 1 Hecktorpedorohr 12 × 45 cm Torpedos Artillerie: 1 × 88 mm U 69 ab 1916: 2 × 88 mm 1 × 105 mm (ab 1916/17) |
| Besatzung:              | 4 Offiziere 32 Mannschaften                                                                                                   |

Bei der U-Boot-Klasse UD handelte es sich um U-Boote, die ursprünglich für Österreich-Ungarn gebaut wurden.  Nach Beginn des Ersten Weltkriegs wurden sie von der Kaiserlichen Deutschen Marine übernommen. Die U-Boot-Klasse UD ist nicht zu verwechseln mit dem 1918 in Auftrag gegebenen U-Kreuzer mit Turbinenantrieb UD 1 der Kaiserlichen Marine.
Bereits 1913 hatte Österreich-Ungarn fünf U-Boote bei der Germaniawerft bestellt. Nach Beginn  des Ersten Weltkriegs im Juli 1914 wurden die Boote nach Verhandlungen mit Österreich von der deutschen Marine übernommen und fertiggestellt. Sie wurden zwischen Juli und September 1915 als U 66 bis U 70 in Dienst gestellt.